# Tcpdump
TCPDump är en så kallad sniffer som används för att avlyssna paket som går in/ut i ett nätverk. 
Programmet är skrivet i programmeringsspråket C.